# Monumento conmemorativo Adams (Saint-Gaudens)
El monumento conmemorativo Adams (en inglés, Adams Memorial) es una lápida para Marian Hooper Adams y Henry Adams ubicada en la Sección E del Cementerio de Rock Creek, en la ciudad de Washington D. C. (Estados Unidos). El monumento presenta una escultura alegórica de bronce fundido de Augustus Saint-Gaudens (a la que llamó El misterio del más allá y La paz de Dios que sobrepasa el entendimiento, pero a menudo se la llamaba en los periódicos, "Dolor"). La estatua de la figura envuelta de Saint-Gaudens está sentada contra un bloque de granito que ocupa un lado de una plaza hexagonal, diseñada por el arquitecto Stanford White. Frente a la estatua hay un banco de piedra para los visitantes. El conjunto está cobijado por una densa pantalla de densas coníferas.

## Historia
Marian, conocida como Clover desde la infancia, nació en una familia próspera, patricia y liberal de Boston. Erigido en 1891, el autor/historiador Henry Adams (miembro de la familia política Adams ) encargó el monumento como un monumento a su esposa, Marian "Clover" Hooper Adams. Sufriendo de depresión, se suicidó ingiriendo cianuro de potasio, una sustancia química utilizada para revelar fotografías.  Era conocida por ser ingeniosa y fue una fotógrafa y lingüista que viajó mucho; sus traducciones e investigaciones fueron invaluables para su más célebre esposo, Henry. Adams aconsejó a Saint-Gaudens que contemplara imágenes icónicas del arte devocional budista. Uno de esos sujetos, Kannon (también conocido como Guan Yin, el Bodhisattva de la compasión), se representa con frecuencia como una figura sentada cubierta con una tela. En particular, se dice que una pintura de Kannon de Kanō Motonobu, en la colección del Museo de Bellas Artes de Boston, y mostrada a Saint-Gaudens por John LaFarge, jugó un papel importante en la concepción y el diseño de esta escultura.. La figura de color verde malaquita se sienta en una plataforma de granito rojo moteado, una notable excepción en un mar de monumentos anteriores tallados en piedra monocromática.

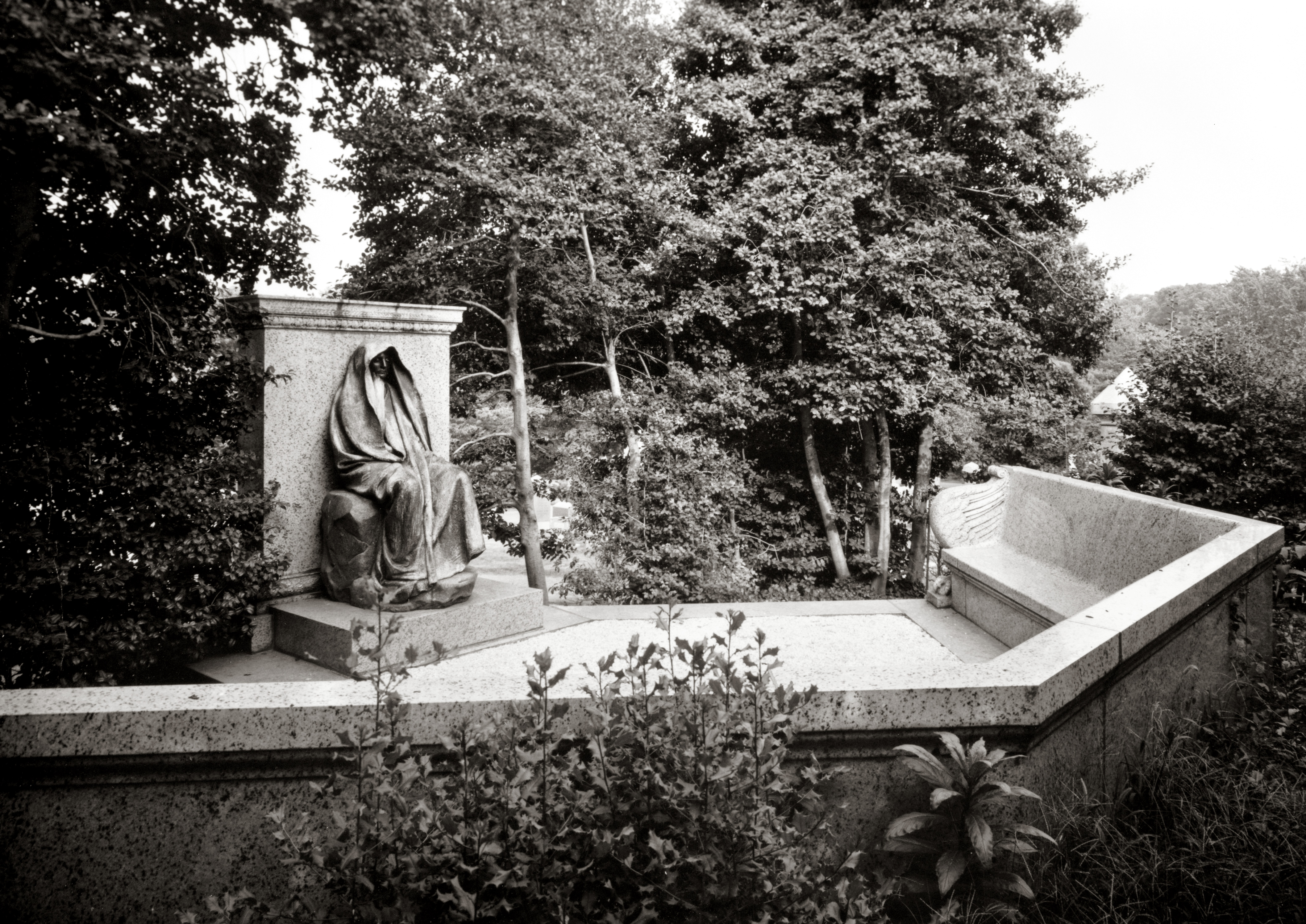
El monumento en 1974

Henry Adams, quien viajó a Japón con John LaFarge aparentemente para encontrar inspiración para este monumento, quería particularmente elementos de figuras humanas budistas serenamente inmóviles para contrastar con la túnica en forma de cascada asociada con Kannon. Se conocieron mientras La Farge se dedicaba a crear los interiores de la Trinity Church de Boston (1873-1877), un edificio estadounidense histórico de Henry Hobson Richardson, quien también diseñó la casa de Adams en Washington. La Farge amplió el conocimiento de Adams sobre el arte y la filosofía orientales, que estaba de moda en los círculos elegantes de la época. Además de los elementos inmóviles y fluidos, el dualismo del monumento incluye la fusión masculino-femenina en la figura misma y combina los ideales de figura asiáticos y europeos. Estos controles a la figura heroica estándar se combinan para hacer un "contramonumento" para una mujer a la que no le gustaban los monumentos, en general. Saint-Gaudens también puede haber sido influenciado por el arte funerario parisino de su estancia en Francia. Parece haber luchado durante varios años con diversas posibilidades escultóricas bajo la guía de La Farge, quien actuó como intermediario entre el escultor y el cliente.

El nombre de Saint-Gaudens para la figura de bronce es El misterio del más allá y La paz de Dios que sobrepasa el entendimiento, pero el público comúnmente lo llamó Pena, un apelativo que aparentemente no le gustaba a Henry Adams. En una carta dirigida a Homer Saint-Gaudens, el 1 de enero El 24 de enero de 1908, Adams le instruyó:
"¡No permitan que el mundo etiquete mi figura con un nombre! Todos los escritores de revistas quieren etiquetarlo como una especie de medicina patentada estadounidense para el consumo popular: duelo, desesperación, jabón de pera o trajes para hombre hechos a medida de Macy's. Tu padre lo pensó para hacer una pregunta, no para dar una respuesta; y el hombre que responda será condenado a la eternidad como los hombres que respondieron a la Esfinge".
En su La Educación... Henry Adams reflexiona sobre la estatua y sus intérpretes: “Su primer paso, al regresar a Washington, lo llevó al cementerio conocido como Rock Creek, para ver la figura de bronce que St. Gaudens había hecho por él en su ausencia.... en todo lo que tenía que decir, nunca pensó en cuestionar lo que significaba. Supuso que su significado era el único lugar común al respecto: la idea más antigua conocida por el pensamiento humano.... Mientras Adams se sentaba allí, acudió mucha gente, porque la figura parecía haberse convertido en una moda turística, y todos querían saber su significado.... Como todos los grandes artistas, St. Gaudens levantó el espejo y nada más.”
En el momento de la muerte de Saint-Gaudens, la estatua era conocida como una obra importante de la escultura estadounidense. Su popularidad inspiró al menos una copia destacada, el Black Aggie, que se vendió al general Felix Agnus para su tumba.
El 16 de enero de 1972, el Adams Memorial fue incluido en el Registro Nacional de Lugares Históricos.